# Polystichum rochaleanum
Polystichum rochaleanum är en träjonväxtart som beskrevs av Auguste François Marie Glaziou, Fée. Polystichum rochaleanum ingår i släktet Polystichum och familjen Dryopteridaceae. Inga underarter finns listade.